# Miguel Corte-Real
Miguel Corte-Real (pronúncia portuguesa: [miˈɣɛl ˈkoɾtɨ ʁiˈal] ; c. 1448 – 1502?) va ser un explorador portuguès que va fer mapes d'unes 600 milles de la costa del Labrador. El 1502, va desaparèixer mentre estava en una expedició i es creu que es va perdre en el mar.

## Primers anys de vida
Miguel Corte-Real era fill de João Vaz Corte-Real i germà de l'explorador Gaspar Corte-Real, membres de la família Corte-Real.

## Exploració
L'any 1500, el germà de Miguel, Gaspar, va arribar a Groenlàndia, creient que era Àsia, però no va poder desembarcar. L'any següent, Gaspar va navegar de nou cap a l'oest, aquesta vegada tocant terra al que es creu que va ser Terranova. Només dos dels tres vaixells de l'expedició de 1501 van tornar a Portugal; el tercer vaixell, que portava Gaspar, es va perdre. Miguel va invertir importants sumes de diners en aquestes dues expedicions i, a canvi, Gaspar li va prometre una part de les noves terres que reclamés.
El maig de 1502, Miguel va sortir de Lisboa amb tres vaixells en una expedició per buscar el seu germà. Aparentment, l'expedició va arribar al lloc on havia desembarcat el grup de Gaspar, moment en què els tres vaixells van trencar en diferents direccions per buscar. Més tard, el vaixell que transportava Miguel no es va presentar a una cita designada el 20 d'agost. Els altres dos vaixells van fer el viatge de tornada a Portugal, mentre que Miguel i el seu vaixell no es van tornar a veure mai més.
L'any 1503, l'últim germà supervivent, Vasco Añes Corte-Real, va planejar una altra expedició de rescat per als seus dos germans. El rei Manuel I va proporcionar dos vaixells, però no va permetre que el mateix Vasco navegués amb ells. L'expedició va tornar a la tardor sense haver trobat cap rastre de cap dels dos germans.

## El mite de Dighton Rock

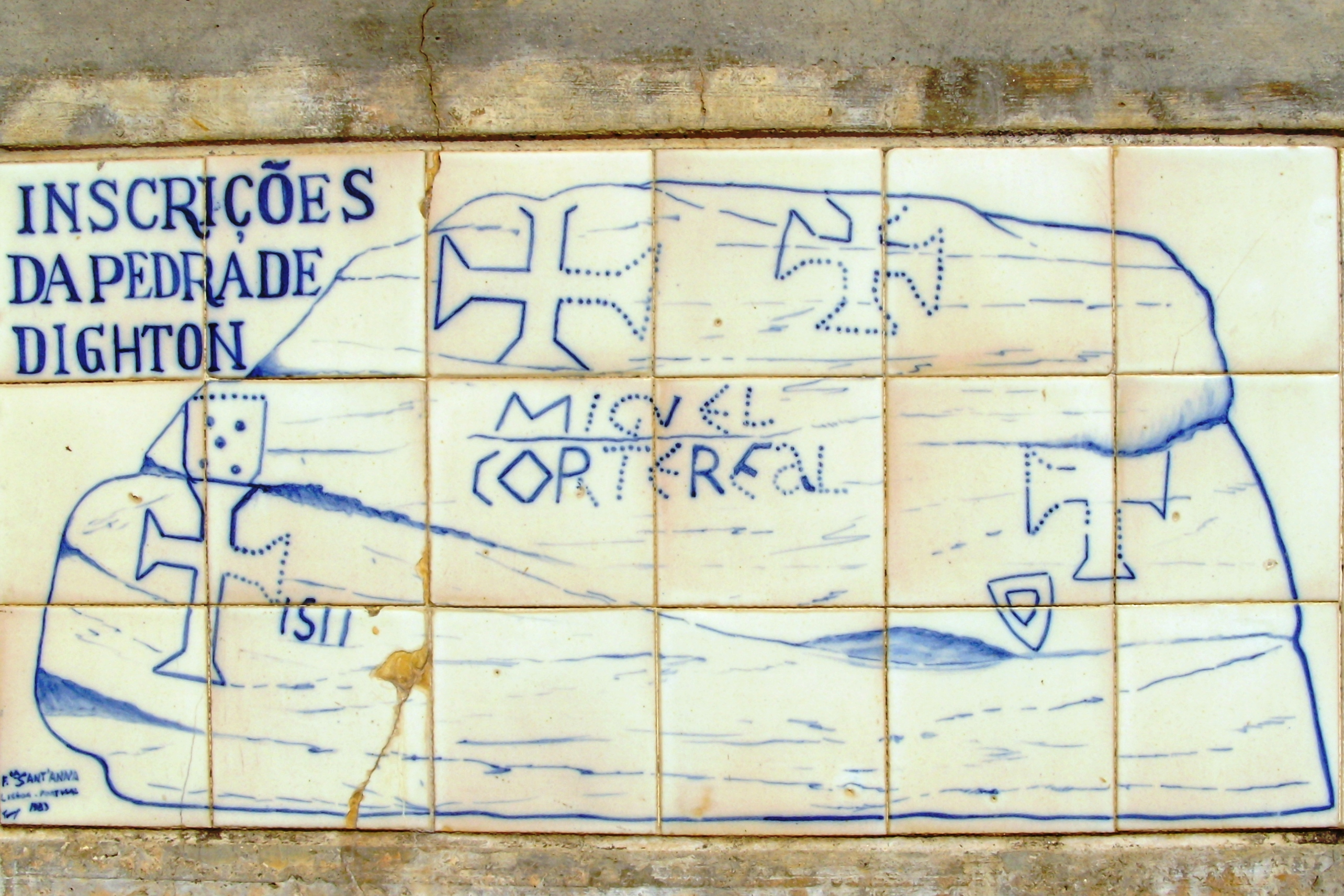
Interpretació de les inscripcions a la Pedra de Dighton: detall de la rèplica exposada al Museu de la Marina, a Lisboa (Portugal).

El 1912 i el 1928 Edmund B. Delabarre va escriure que les marques a la roca de Dighton a Massachusetts suggereixen que Miguel Corte-Real va arribar a Nova Anglaterra. Delabarre va afirmar que les marques eren abreujades en llatí, i el missatge, traduït a l'anglès, deia el següent: I, Miguel Cortereal, 1511. En aquest lloc, per voluntat de Déu, em vaig convertir en cap dels indis . Samuel Eliot Morison va rebutjar aquesta evidència al seu llibre de 1971 The European Discovery of America: The Northern Voyages . Un estudi més recent de Douglas Hunter ha desmentit definitivament el mite de l'origen Corte-Real.